# Осінь в сім'ї Кохаяґава
Осінь в сім'ї Кохаяґава (яп. 小早川家の秋, Kohayagawa-ke no aki) — японський фільм 1961 року, знятий режисером Одзу Ясудзіро для кінокомпанії Toho Films. В англомовному прокаті відомий як «Кінець літа» (англ. The End of Summer). Фільм брав участь у програмі 12-го Берлінського міжнародного кінофестивалю. Фільм став передостаннім у його творчому доробку, після нього вийшов лише «Смак осінньої сайри» (1962), знятий для Shochiku Films.

## Сюжет
Манбей Кохаяґава (Накамура Ганджіро II), власник невеликої занепадаючої компанії з виробництва саке поблизу Кіото, має двох доньок і овдовілу невістку. Його невістка Акіко (Хара Сецуко) і молодша дочка Норіко (Йоко Цукаса) живуть в Осаці. Акіко допомагає в художній галереї і має сина Мінору. Норіко неодружена, працює в офісі. Інша дочка Манбея, Фуміко (Мічіо Аратама), живе з ним. Її чоловік Хісао допомагає на пивоварні, і вони мають маленького сина Масао.
Манбей просить свого зятя Кітагаву (Дайсуке Като) знайти Акіко чоловіка, і Кітагава знайомить Акіко в барі зі своїм другом, вдівцем Ісомурою Ейічіро (Хісая Морісіге). Ісомура з ентузіазмом ставиться до знайомства, але Акіко вагається. Манбей також просить Кітагаву влаштувати сватання для Норіко, яка закохана в Терамото (Такарада Акіра), але не проявляє своїх почуттів, оскільки Терамото переїжджає до Саппоро, щоб стати доцентом.
Сім'я стикається з емоційними та фінансовими труднощами, коли батько Манбей починає поводитися дедалі більш непередбачувано, протягом літа зникаючи посеред робочого дня, щоб зустрічатися зі своєю колишньою коханкою Цуне Сасакі (Чіеко Наніва). Вестернізована доросла донька Цуне Юріко може бути дочкою Манбея, а може й ні. Коли Фуміко дізнається, що Манбей знову зустрічався з Цуне, вона стикається зі своїм батьком, але той заперечує роман. Манбей занедужує, майбутнє бізнесу та сім'ї опиняється під питанням, а можливість продажу виробництва саке на користь більшого бізнесу стає привабливою перспективою для дітей.
Родина Кохаяґава збирається на панахиду за покійною матір'ю в Арасіямі. Після сварки з Фуміко через Цуне у Манбея стався серцевий напад, але наступного дня він прокидається бадьорим. Акіко розпитує Норіко про нещодавнє сватання, і хоча Норіко зізнається, що весело провела час, вона каже, що все ще сумує за Терамото.
Під час таємної подорожі з Цуне до Осаки і назад Манбей отримує ще один серцевий напад і помирає. Цуне повідомляє про це своїм донькам. Хвору пивоварню Кохаяґави планують об'єднати з пивоварнею конкурента, а Норіко вирішує поїхати до Саппоро, щоб розшукати Терамото. Сім'я Кохаяґава збирається разом, щоб згадати про життя Манбея, під час кремації його тіла.

## У ролях
| Актор                | Роль                                            |
| -------------------- | ----------------------------------------------- |
| Накамура Гандзіро II | Кохаяґава Манбей                                |
| Хара Сецуко          | Акіко, овдовіла невістка Манбея                 |
| Йоко Цукаса          | Норіко, молодша донька Манбея                   |
| Мічіо Аратама        | Фуміко, старша донька Манбея                    |
| Кейдзю Кобаясі       | Хісао, чоловік Фуміко                           |
| Чієко Наніва         | Сасакі Цуне                                     |
| Рейко Ден            | Юріко, її дочка                                 |
| Суґімура Харуко      | Като Шиге, невістка Манбея з Нагої              |
| Хісая Морісіге       | Ісомура Ейічіро, залицяльник Акіко              |
| Дайсуке Като         | Кітаґава Яносуке, «дядько з Осаки», зять Манбея |
| Такарада Акіра       | Терамото Тадаші                                 |
| Кю Сазанка           | Ямагуті, головний клерк                         |
| Ю Фудзікі            | Маруяма Рокутароу, помічник службовця           |
| Харуко Того          | Кітагава Теруко, дружина Яносуке                |
| Юмі Сіракава         | Наканіші Такако, друг Норіко                    |
| Тацуо Ендо           | Хаясі Сейдзо                                    |
| Масахіко Сімадзу     | Син Масао, Хісао та Фуміко                      |
| Тісю Рю              | фермер                                          |
| Юко Мочізукі         | фермер                                          |

## Фільмування

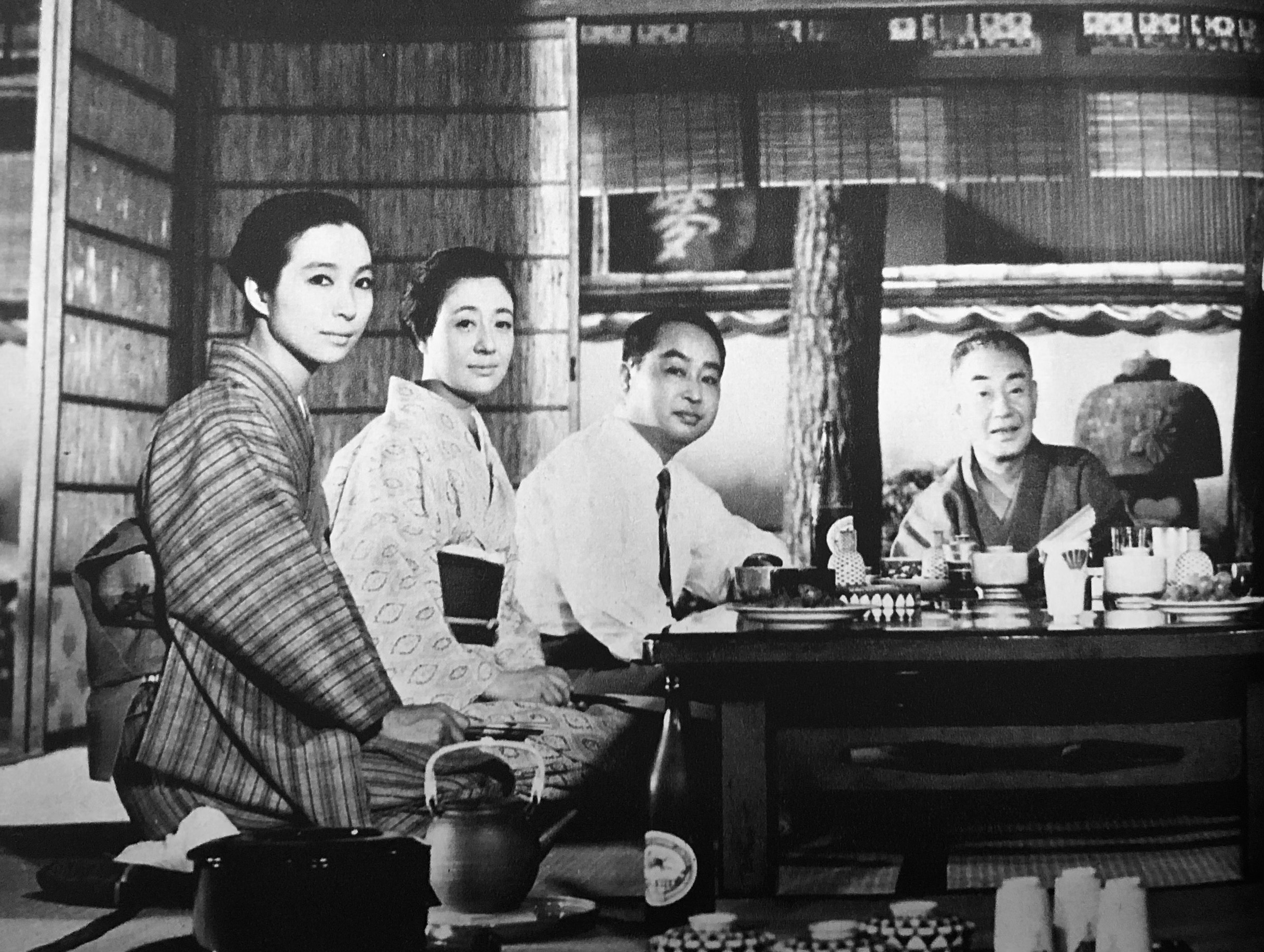
Мічіо Аратама, Дайсуке Като, Накамура Гандзіро та ін. (фото у Кінема Дзюмпо)

Анекдотична історія, яка стала основним джерелом натхнення для фільму — реальна історія знайомого Озу, чий батько вранці раптово піднявся з ліжка, бадьорий після того, як напередодні він переніс серйозний серцевий напад.
Щоб розробити сценарій до цього фільму, Ясудзіро Одзу та співсценарист Коґо Нода поїхали до гірського будиночку Ноди в теплому кліматі Татесіни, що в Наґано. З лютого по квітень 1961 року, за словами Озу, двоє чоловіків щодня насолоджувалися прекрасною весняною погодою і, не маючи гостей, могли напиватися і веселитися, коли їм заманеться, а це траплялося часто. Таке розгульне, безтурботне ставлення, схоже, вплинуло на кінцевий результат: як і в «Пізній осені» (1960), де троє чоловіків середнього віку були старшими версіями пустотливих школярів з його попередніх фільмів. У «Кінці літа» батько знову зображений як такий, що регресує до юнацького стану — на превеликий жаль його трьох дочок.
53-й фільм режисера, був знятий з червня по вересень 1961 року. Ця робота була створена на честь 10-ї річниці заснування Takarazuka Film Productions (нині Takarazuka Eizo), компанії з міста Такаразука, префектура Хіого, яка запросила великого майстра Ясудзіро Озу. Озу погодився зняти цей фільм для Takarazuka Films, яка пов'язана з Toho Film, нібито як винагороду за те, що акторки Хара Сецуко та Йоко Цукасу з Toho Film, знімалися у його попередньому фільмі «Пізня осінь» (1960). Це його єдиний фільм для Toho і один з трьох фільмів, знятих не для кінокомпанії Shochiku (інші — «Водорості, що пливуть» (1959) для Daiei та «Сестри Мунеката» (1950) для Shintoho). Як наслідок, фільм наповнений акторами Toho, багато з яких скористалися можливістю з'явитися у своєму єдиному фільмі Озу, в тому числі Хісая Морісіге та Такарада Акіра, які зіграли другорядні ролі. У ролі старого Кохаяґави Манбея (Одзу віддав перевагу цій вимові, а не «Кобаяґаві») максимально використано виконавця головної ролі Накамуру Гандзіро. Озу додав сцену наприкінці, щоб у ній з'явився актор Toho Юко Мочізукі, який попросив про участь у фільмі, а також його фірмовий актор Тісю Рю. Фільм «Осінь в сім'ї Кохаяґава» знімався виключно в регіоні Кансай, зокрема в Осаці та Кіото.

## Відгуки критиків
Денніс Шварц похвалив «Кінець літа» як вправне поєднання комедії і трагедії, написавши, що жваві витівки Манбея надають фільму дивовижно грайливого відтінку.
Французький режисер Ежен Грін, який віддав стрічці один зі своїх десяти голосів в опитуванні режисерів Sight & Sound про найкращі фільми світу 2012 року, написав, що вона «виділяється як медитація на тему смерті, з окремими кадрами надзвичайної сили і краси. Сцени між двома сестрами глибоко зворушливі».
Інший режисер, Ашім Ахлуваліа, назвав фільм одним з десяти найкращих своїх фільмів усіх часів, написавши, що «Кінець літа — це пронизливий, майже ідеальний фільм про кінець, знятий за рік до смерті Озу».
Кінорежисер і критик Майкл Кореські написав: Цілком очевидно, що «Кінець літа», починаючи з бадьорого, майже романтично-комічного початку і закінчуючи траурним фіналом, передусім стосується молодших Кохаяґава — того, що відбувається, коли діти перебирають на себе обов'язки батьків, болю від розставання з ними та можливості рухатися далі. У фільмі «Кінець літа» існує така тонка, елегантно проведена межа між надією і сумом, між святковим і благословенним, що навіть коли фільм закінчується тривожними кадрами диму, що клубочиться над крематорієм, і ворон, що зловісно сидять на надгробках, залишається чітке відчуття, що життя рухається вперед («Це кругообіг природи», — зауважує селянка, дивлячись на попіл, що сиплеться з димаря).
Том Доусон у рецензції для BBC написав: Як випливає з фірмової сезонної назви Одзу, «Кінець літа» стосується минулої певної епохи та способу життя. Образи фільму встановлюють конфлікт між старим і сучасним , з неоновими вивісками у початковій послідовності «Нової Японії» та через зіставлення офісних блоків і традиційних житлових кварталів. Проте, незважаючи на визнання неминучості смерті – у завершальному кадрі на передньому плані зображені чорні ворони на тлі димової труби крематорію – гарний кадр «Кінця літа» також наповнений щедрою теплотою та гумором.

## Нагороди
| Нагороди та номінації                 | Нагороди та номінації              | Нагороди та номінації   | Нагороди та номінації |
| Рік                                   | Нагорода                           | Номінант                | Результат             |
| ------------------------------------- | ---------------------------------- | ----------------------- | --------------------- |
| Берлінський міжнародний кінофестиваль |                                    |                         |                       |
| 1962                                  | Золотий ведмідь                    | Осінь в сім'ї Кохаяґава | Номінація             |
| Кінопремія «Майніті»                  |                                    |                         |                       |
| 1962                                  | Найкраща жіноча роль другого плану | Мічіо Аратама           | Перемога              |

## Домашні медіа
The Criterion Collection було випущено DVD-збірку в серії Eclipse 3: «Пізній Озу», куди окрім «Кінця літа» увійшли інші фільми Озу «Рання весна» (1956), Токійські сутінки (1957), Квіти свята Хіґан (1958) та Пізня осінь (1960).